# 夜明けの新聞の匂い
夜明けの新聞の匂い（よあけのしんぶんのにおい）は曽野綾子のエッセイである。1988年から2008年まで新潮社の月刊誌「新潮45」に連載された。

## 執筆背景
曽野は1972年頃から韓国のハンセン病施設、聖ラザロ村の後援をはじめ、1983年からマダガスカルのアベ・マリア産院の応援もはじめた。両施設を応援する募金が予想外に集まったため、活動を広げ、1987年から2012年まで「海外邦人宣教者活動援助後援会」JOMASを企画運営した（2012年以後は兄部純子が後継）。
さらに曽野は1995年12月（64歳）から2005年7月（73歳）まで、日本財団の会長もした。
つまり曽野の公的活動の最盛時のエッセイである。

## 刊行作品
以下の9冊に書籍化された。

### 夜明けの新聞の匂い
1988年3月-1990年2月連載   1990年6月書籍化  
表題作は巻頭作。「私はつい先年まで、新聞がこんなにおもしろいものだとは思わなかった。」と、この連載は当初、新聞記事の批評が主目的だった。
連載開始以前の2作「トレーナーを着たゴリラたち」（1987年4月）、「私の死の準備」（1987年1月）を含む。

### 狸の幸福
1990年3月-1993年2月連載 1993年7月書籍化  
表題作：山にキャンプに行き、川で食材を冷やしておいたら狸にとられた。うまかっただろう。しかし二度と食べられないものだ。やっぱり人間の方がいい。

### 近ごろ好きな言葉
1993年3月-1996年7月連載 1996年11月書籍化 
表題作：「遺伝子問題研究会」に参加し、そこで意見を述べた。その最後に出てくる「近ごろ好きな言葉」とは。
※ 曽野は1994年2月に緒方貞子に随行してアフリカ4ヵ国を訪問。同年8-9月には南米4ヵ国を訪問した。以後この連載エッセイは、世界の貧困に重点が移っていく。

### 部族虐殺
1996年10月-1999年7月連載    1999年9月書籍化
表題作：ルワンダは、曽野にとっても遠い国だった。1994年春に100日間のジェノサイドが起こった。2年以上経っているのに、現場では強烈な臭気が吹き出していた。

### 最高に笑える人生
1999年7月-2000年12月連載    2001年3月書籍化  
表題作：徳島市民は吉野川堰に反対した。洪水は起きるかもしれないが、起きないかもしれない。人は自ら選んだ運命に賭けるのだ。

### 沈船検死
2001年2月-2003年2月連載   2003年3月書籍化  
表題作：2001年12月に海上保安庁は北朝鮮の不審船を撃沈した。翌年9月に引き上げられ、見学が許された。

### 戦争を知っていてよかった
2003年1月-2005年3月連載 2006年6月書籍化  
表題作：2003年、アメリカがイラクに侵攻した。アメリカは民間人を巻き込まないと言っている。そんな戦争はありえないと、私たちの世代は知っている。

### 貧困の光景
2005年4月-2006年12月連載  2007年1月書籍化  
これは『夜明けの新聞の匂い』の中でもとくに「貧困の光景」という題をつけた、連載内連載。主にアフリカでの、食衣住、教育、無責任、窃盗、売春、死など。

### 貧困の僻地
2007年1月-2008年9月連載終了  2009年5月書籍化   
この名の表題作はなく、「僻地とはいかなる場所か」の3作から引用した題。マダガスカルへ行った話。

## 登場する主な海外のシスターと神父
シスター鶴田順子    シエラレオネ 看護師
「夜明けの新聞の匂い／『危険な話』の中の危険な話」に登場
シスター中村寛子    コンゴ 心身障害児センター勤務
曽野は1999年訪問。「近ごろ好きな言葉／嘘のようなほんとうの話」  「最高に笑える人生／アフリカ再訪」に登場
シスター遠藤能子（よしこ）   マダガスカル アベ・マリア産院の助産師
1983年に曽野が訪問したことがJOMAS設立のきっかけ。「貧困の光景／餌をくれない飼い主」 「貧困の僻地／或る修道女の帰天」に登場
シスター有薗、内田、大湾 チャド 学校の先生、診療所の看護師
曽野の訪問は1990年。「狸の幸福／夜はアフリカの休息」に登場
シスター脇山、大和、入江、平、三宅  チャド   学校の先生、診療所の看護師
1999年曽野はチャドを再訪。「最高に笑える人生／アフリカ再訪」に登場
李庚宰（イキヨンチェ）神父     韓国  聖ラザロ村を運営
1972年ころの曽野との出会いがJOMASの最初のきっかけ。 「狸の幸福／すっかり嬉しいトレンディ」に登場
シスター真木栄子、元修道女のハヴィエラさん    チリ  学校の先生
曽野は1994年訪問。「近ごろ好きな言葉／ティルティルの山の彼方で」に登場
堀江節郎神父    ブラジル
曽野は1994年訪問。「最高に笑える人生／現実」「貧困の光景／できるだけ、できる時に」に登場
シスター黒田小夜子    ブルキナファソ 国立病院内の栄養失調児センターを運営
曽野は1995年訪問。「近ごろ好きな言葉／オノレの青春」「貧困の光景／母子手帳は白蟻に食われた」に登場
シスター高木裕子   コンゴ  心身障害児センター勤務
シスター中村の同僚。「近ごろ好きな言葉／嘘のようなほんとうの話」「最高に笑える人生／アフリカ再訪」に登場
シスター本郷幸子    ハイチ 学校の先生
曽野は1996年訪問。「部族虐殺／ハイチ・レポート」「部族虐殺／泥棒だらけ」に登場
倉橋輝信神父、ヴィセンテ神父    ボリビア  「ティトの家」勤務
曽野は1994年訪問。「部族虐殺／『ティトの家』の人々」「貧困の光景／神の招待席」に登場
マザー・テレサ インド 「死を待つ人の家」を運営
1979年ノーベル賞。曽野は1991年訪問。「部族虐殺／二本の道」に登場
シスター牧野幸江 マダガスカル   アベ・マリア産院でシスター遠藤の後継
「部族虐殺／泥棒だらけ」「貧困の僻地／僻地とはいかなる場所か」に登場
シスター野間順子    ブルキナファソ 老人施設を運営
曽野は1998年訪問。「部族虐殺／現代姥捨山」「戦争を知っていてよかった／悪夢としての長寿」に登場
ロッシ神父、ローレンス神父、フランキー神父 インド ロヨラ・ヨミウリ学校を設立運営
曽野は1996年初訪、2005年再訪。「最高に笑える人生／インド再訪」「貧困の僻地／ある変容」に登場
シスター谷口涼子 ブラジル 託児所を運営
曽野は1994年訪問。「最高に笑える人生／現実」に登場
根本昭雄神父    南アフリカ  エイズ・ホスピスを運営
曽野は2001年訪問。「沈船検死／霊安室の前で」「貧困の光景／まだしっとりとぬれている墓」に登場
シスター末吉美津子  カメルーン 学校の先生
曽野は2003年訪問。「戦争を知っていてよかった／ピグミーの森で」「貧困の光景／蛍の森」に登場
シスター斎藤クニ子 ボリビア 学校の先生
曽野は1994年訪問。「貧困の光景／貧乏人の粉袋ほど穴が大きい」に登場
シスター中井美智子 ベナン 家政農業センター勤務
曽野は1995年訪問。「貧困の光景／身を守る戦い」に登場
シスター根岸美智子  シエラレオネ
「貧困の光景／350万円を運ぶ」に登場
シスター平間理子    マダガスカル 総合病院の看護師長
曽野は2007年再訪。「貧困の僻地／僻地とはいかなる場所か」に登場

## 『新潮45』への後継連載
2008年10月から2011年5月までの『新潮45』へのエッセイは、
「作家の日常、私の仕事」に題名を変更。 
これは2012年『堕落と文学』に書籍化。
2011年6月から2018年10月までの連載は「人間関係愚痴話」。
これは2013年以後『人間関係』など6作の新潮新書に書籍化された。   
『新潮45』は2018年10月で休刊し、そこへの曽野のエッセイも終了した。

## 同時期の他雑誌への連載（小説以外）
- 毎日ライフ  『バァバちゃんの土地』1987年9月-1988年8月 1988年毎日新聞社が書籍化
- 聖母の騎士  『聖書の中の友情論』1987年1月-1990年5月  1990年読売新聞社が書籍化
- 聖母の騎士  『生活のただなかの神』  2001年1月-2003年6月   2004年海竜社が書籍化
- 正論        1988年1-10月分は、2010年海竜社『三秒の感謝』内に収録
- Voice       『都会の幸福』1988年1月-1989年5月 1989年PHP研究所が書籍化
- Voice       『悪と不純の楽しさ』1992年1月-1993年12月  1994年PHP研究所が書籍化
- Voice  「地球の片隅の物語」1994年6月-1998年3月  1997年『地球の片隅の物語』、1998年『7歳のパイロット』にPHP研究所が書籍化
- Voice   『私日記』  2000年1月-2020年11月      海竜社が2019年8月分まで（2-11巻）を書籍化。（1997年2月-1998年5月分は『サンデー毎日』に連載され、1999年海竜社が『私日記』1巻目として書籍化）
- 歴史街道    『失われた世界、そして追憶』1989年1月-1990年5月   1990年PHP研究所が書籍化
- 週刊ポスト  『大説でなくて小説』1989年11月-1991年12月 1992年PHP研究所が書籍化
- 週間ポスト  『昼寝するお化け』1992年1月-    1994年小学館が1巻目を書籍化。曽野の最長連載で、2022年時点も不定期連載中。
- すばる      『二十一世紀への手紙』1990年1月-1991年11月 1992年集英社が書籍化
- クラッシイ  『悲しくて明るい場所』1990年1月-1991年12月  1992年光文社が書籍化
- 諸君!    『神様、それをお望みですか』 1994年7月-1996年7月   1996年文芸春秋が書籍化
- 産経新聞など    「自分の顔、相手の顔」 1996年9月-2002年3月   1998-2003年『自分の顔、相手の顔』『それぞれの山頂物語』『安逸と危険の魅力』『至福の境地』『なぜ人は恐ろしいことをするのか』に講談社が書籍化
- 産経新聞など    「透明な歳月の光」2002年4月-2019年3月  『透明な歳月の光』『平和とは非凡な幸運』の2書は講談社が書籍化。 以後は2012年の産経新聞出版 『自分の財産』  『国家の徳』など
- 世界週報（時事通信社）    「座標」1996年9月-2002年12月       2005年河出書房新社『社長の顔が見たい』に収録（他に『財界』2000年4月-2003年12月連載分を含む。）
- 小説宝石    『中年以後』1997年1月-1998年12月  『魂の自由人』2001年4月-2003年3月    『言い残された言葉』2006年1月-2007年12月  それぞれ光文社が書籍化
- ほんとうの時代  1997年1月-1999年6月   2002年『緑の指』にPHP研究所が書籍化（『新苗種』1995年1-12月連載分を含む）
- 毎日新聞    「時代の風」1997年11月-2000年12月 2001年海竜社『悲しさ優しさ香しさ』に収録（1997-2001年の『産経新聞』の「正論」を含む。）
- 小説NON     『原点を見つめて』1999年8月-2001年7月 2002年祥伝社が書籍化
- PHP増刊号   『ただ一人の個性を創るために』2000年12月-2003年10月  2004年PHP研究所が書籍化
- フォーブス  2002年7月-2003年12月  2005年大和書房『「受ける」より「与える」ほうが幸いである』に収録 （2000年4月-2005年3月の産経新聞への寄稿などを含む）
- 一冊の本    『晩年の美学を求めて』2003年7月-2005年10月  2006年朝日新聞社が書籍化
- 心のともしび（ラジオ放送）2006年9月-2010年12月  2011年海竜社『幸せの才能』に収録（他に『ゆたか』『朝日新聞』への記事を含む）
- WiLL    「小説家の身勝手」2008年2月-2013年12月  2009年以後ワック『弱者が強者を駆逐する時代』 などに書籍化